# Edifício de Montagem de Veículos
O Edifício de Montagem de Veículos (inglês: Vehicle Assembly Building), originalmente chamado de Edifício de Montagem Vertical, é um edifício no Centro Espacial John F. Kennedy da NASA em Cabo Canaveral, Flórida. Ele foi projetado para montar os enormes componentes pré-fabricados de veículos espaciais, como o foguete Saturno V e o Ônibus Espacial, e empilha-lhos verticalmente sobre a Plataforma Móvel de Lançamento para transporte.
Sua construção começou em agosto de 1963 e terminou em abril de 1965, sendo originalmente parte do Programa Apollo. O edifício tem um espaço interno de mais de 3,6 milhões de metros cúbicos, 160 metros de altura e 157 metros de comprimento. Ele está localizado no Complexo de Lançamento 39 do Centro Espacial Kennedy. O VAB está atualmente em processo de reforma e modernização para poder acomodar lançamentos futuros, especialmente para o Space Launch System.